# Pentila telesippe
Pentila telesippe är en fjärilsart som beskrevs av Karl Grünberg 1910. Pentila telesippe ingår i släktet Pentila och familjen juvelvingar. Inga underarter finns listade i Catalogue of Life.